# Pravica
Pravica é um município da Eslováquia, situado no distrito de Veľký Krtíš, na região de Banská Bystrica. Tem 9,09 km² de área e sua população em 2018 foi estimada em 117 habitantes.

## Demografia
| Ano:        | 1994 | 2004   | 2014    | 2024   |
| ----------- | ---- | ------ | ------- | ------ |
| Broj ljudi: | 98   | 106    | 119     | 117    |
| Razlika:    |      | +8,16% | +12,26% | -1,68% |

| Ano:               | 2023 | 2024   |
| ------------------ | ---- | ------ |
| Número de pessoas: | 116  | 117    |
| Diferença:         |      | +0,86% |